# Козлов, Леонид Михайлович
Леони́д Миха́йлович Козло́в (18 июня 1911 — 1979) — советский химик, доктор химических наук (1968), профессор (1968), директор Казанского химико-технологического института (1944—1959), заслуженный деятель науки и техники ТАССР (1975).

## Биография
Родился 18 июня 1911 г. в деревне Малая Ельня Кстовской волости Нижегородской губернии в рабочей семье.
1929—1931 — слесарь Поволжского фанерного завода г. Зеленодольска.
1931—1933 — слесарь мыловаренного завода им. Вахитова (г. Казань). В 1937 году окончил технологический факультет КХТИ по специальности «Технология СК».
1937—1940 — аспирант.
1940 — защитил диссертацию на соискание ученой степени кандидата химических наук.
1940—1944 — ассистент кафедры № 42. 1941—1942 гг. — начальник учебной части КХТИ.
1942—1944 — зам. директора по хозяйственной части объединённых ЛТИ и КХТИ.
1943—1955 — доцент кафедры ТОС КХТИ.
1944—1959 — директор КХТИ.
1954—1979 — заведующий вновь созданной при его непосредственном участии кафедрой ХТПНГ. Под руководством и при непосредственном участии Л. М. Козлова был создан нефтяной факультет.
Автор более 200 научных трудов, 1 монографии, 30 авторских свидетельств. Подготовлено 2 доктора и 20 кандидатов наук.
Дважды избирался депутатом Верховного Совета ТАССР (1951—1959), членом Татарского ОК КПСС, членом бюро Советского райкома КПСС.

## Научные интересы
Химия нитроспиртов и их производных, нитропарафины и их производные, применение их в народном хозяйстве.

## Награды
Награждён орденом Ленина, медалями.

## Труды
- Получение растворителей из широкой фракции бутиловых спиртов / дис. на соискание ученой степени кандидата химических наук. 1940.160с.
- Получение дибутилового эфира из бутиловой фракции отходов производства // Труды КХТИ, 1953, выпуск 17, с.34-41.
- Получение бутилацетата из широкой фракции бутилового спирта. Труды КХТИ, 1954, с.29-34.
- Реакции конденсации нитропарафинов с олефинами, содержащими активирующую группу. Труды КХТИ, 1955, вып.19/20, с.49-54.
- Конденсация нитропарафинов с олефинами, содержащими активирующую группу. Труды КХТИ, 1955, с.163-168.
- Конденсация нитропарафинов с кетонами и изучение действия галоидных соединений фосфора на полученные нитроспирты. Труды КХТИ, 1957, вып.23, с.148-160.
- К вопросу пластификации полимеров некоторыми нитросоединениями жирного и алициклического ряда. Труды КХТИ, 1959, вып.26, с.42-47.
- Нитроэфиры ортокремневой кислоты // Журнал общей химии. 1963, № 5, с.1478-1488.
- Нитроспирты и их производные: дис. на соискание ученой степени доктора химических наук, 1968, 600 с.
- Аналитическое описание состава равновесных фаз многокомпонентной жидкость-жидкостной системы. Труды Уфим.нефтяного института, вып.9, 1971, с.39-43.
- Исследование некоторых свойств алифатических ß-нитроальдегидов. Тезисы IV Всесоюзного совещания по химии нитросоединений, М., Наука, 1971, с.9
- Исследование реакции присоединения а-хлорэфиров к а-нитрооефинам. М., Наука, 1971, с.10-11.
- Исследование гидролиза 1-нитропропанола-2 и 1-нитро-2-метилпропанола хлористым водородом в растворах алифатических спиртов. М., Наука, 1971, с.12-13.
- Кинетика и механизм гидратации а-нитроолефинов. М, Наука, 1971, с.14-16.
- Синтез глицидных эфиров нитроспиртов. М., Наука, 1971, с.16-17.
- Синтез и свойства ß-ароксинитроалканов. М., Наука,1971, с.18-20.
- Синтез и исследование алкилнитроакокси и алкилгалоидонитроалкоксисиланов. М., Наука, 1971, с.25
- Нитроспирты как селективные растворители для извлечения ароматических углеводородов из нефтяных фракций. М., Наука, 1971, с.59-60.
- Исследование возможности применения нитроэтана в процессе глубокой депарафинизации трансформаторного масла. М., Наука, 1971, с.60.
- Исследование в области и депарафинизации дизельных топлив нитроалканами. М., Наука, 1971,с. 102—106.
- Графический метод описания фазового равновесия в четырёхкомпонентных экстракционных системах. Труды КХТИ, 1971, вып.46, с.102-106.
- Математическое моделирование статики, процессов жидкостной экстракции в многокомпонентных системах. Труды КХТИ, 1971, вып.46, с.107-112.
- Структура твердых углеводородов дистиллятных рафинатов. Труды КХТИ, 1971, вып.46, с.125-130. 96.
- Козлов Л. М., Солодова Н. Л., Ахметова Э. Ч. О взаимодействии 4,4-дифенилметандиизоционата с нитродиолами. «ВМС», Серия Б, 1971, № 5,с.370-372. 97. Козлов Л. М., Королева Л. А. Хлорнитроалкильные эфиры ортокремневой кислоты. Изв. ВУЗов, Химия и химическая технология, 1971, вып.1, с.153-155.
- Козлов Л. М., Королева Л. А., Куржунова Э. Э. Галоидонитроалкильные смолы ортокремневой кислоты. Изв. ВУЗов. Химия и химическая технология, 1971, вып.6, с.952-953. 99.
- Дияров И. Н., Козлов Л. М., Буреева Р. Р. Исследование процесса концентрирования экстракта при экстрагировании ароматических углеводородов 1-нитро-2-метилпропанолом-2 на роторнокольцевой колонне. Химия и технология топлив и масел, 1971, № 6, с. 13-14. 100. Козлов Л. М., Рахманова В. А., Игнатюк А. А. Исследование процесса депарафинизации в парном растворителе нитроэтан-толуол. В кн. Нефтепереработка и нефтехимия. Казань, 1972. с.39-46. 101. Козлов Л. М., Никоноров А. Н., Игнатюк А. А. Организация процесса депарафинизации рафината масляной фракции 300—400 °C кристаллизацией из смеси нитроэтан-толуол. Межвузовский тематический сборник, Казань, 1972, вып.1, с.47-51. 102. Дияров И. Н., Козлов Л. М., Садыков А. Н. Фазовые равновесия в многокомпонентных жидкость-жидкостных системах, содержащих в качестве растворителя нитробутанолы. Труды КХТИ, 1972, вып.50, с.110-115. 103. Дияров И. Н., Козлов Л. М., Садыков А. Н., Щур В. Н. Экстракция ароматических углеводородов из катализата платформинга 2-нитробутанолом-3. Труды КХТИ, 1972, вып.50, с. 115—122. 104. Козлов Л. М., Бурмистров В,И., Фахрутдинов Р. З. Кинетика присоединения спиртов к 1-нитропропану-1. Ж.орг.хим., 1972, т.8, вып.1, с.16-19. 105.
- Дияров И. Н., Козлов Л. М., Игнатюк А. А. О методе расчета экстракции в системе четырёх компонентов. Ж.Прикл.химии, 1972, № 5, с.1143-1144. 106.
- Дияров И. Н., Козлов Л. М., Игнатюк А. А. Аналитический метод расчета статики процесса экстракции в многокомпонентных системах. Ж.Прикл.химии, 1972, № 9, с.1993-1996.
- Козлов Л. М., Бурмистров В. И., Петрова С. К. Присоединениеи алифатических спиртов к а-нитроолефинам в присутствии перекисьных инициатов. Изв. ВУЗов. Химия и химическая технология, 1972, № 1, с.92-95.
- Козлов Л. М., Филлипов Е. В. Синтез глицидных эфиров нитроспиртов. Изв. ВУЗов. Химия и хим.технология, 1972, № 1, с.151-152. 109. Козлов Л. М., Телкова Т. Ф. О присоединение а-хлорметилового эфира к а-нитроолефинам. Изв. ВУЗов. Химия и хим.технология, 1972, № 4, с.519-522. 110.
- Козлов Л. М., Телкофа Т. Ф., Васильева Г. В. Взаимодействие а-хлорметилэтилового и а-хлорметилпропилового эфиров с а-нитроолефинами. Изв. ВУЗов. Химия и хим.технология, 1972, № 10, с.1550-1551.
- Дияров И. Н., Козлов Л. М., Буреева Р. Р., Доронин В. Н. Исследование процесса регенерации 1-нитро-2-метилпропанола-2 с использованием метода планирования эксперимента. Химия и технология топлив и масел, 1972, № 10, с.12-13.
- Козлов Л. М., Телкова Т. Ф., Гафарова И. Х. Исследование реакции присоединения а-хлорметилалкиловых эфиров к нитроолефинам. Сообщ.3. Межвузовский сборник, вып.1,2, 1973, с.54-57.
- Козлов Л. М., Филиппов Е. В., Хатыпов Р. Ш. Кинетика конденсации эпихлоргидрина с 1-нитро-2-пропанолом. Межвузовский сборник, вып.1,2, с.108-110.
- Козлов Л. М., Гусева Т. А., Шермергорн И. М. Нитроалкиловые эфиры кислот фосфора. ЖОХ, 1973, № 2, с.292-295. 115.
- Козлов Л. М., Оленев Л. М. Хроматографический анализ низших нитропарафинов и хлорнитропарафинов и их смесей с толуолом. Труды КХТИ, Химия и химическая технология, 1973, вып.52, с.132-135. 116. Козлов Л. М., Никоноров А. Н. Определение эффективности растворителя для процессов глубокой депарафинизации, Труды КХТИ, 1973, вып.52, с.144-147.
- Козлов Л. М., Зверев В. В., Фахрутдинов Р. З., Воронкова В. А. Изучение гидратации нитроолефина расширенным методом Фихтеля // Ж.орг.химии.
- Козлов Л. М., Бурмистров В. И., Рябова Л. Е. Алкоголиз ß-ароксинитроалканов. Изв. ВУЗов, Химия и химическая технология, 1973, № 6, с.882-885.
- Козлов Л. М., Давыдова Л. Л., Батуева И. Ю., Кагирова А. М. рКА нитрокислот. Изв. ВУЗов, 1973, с.885-886.
- Радикальное присоединение нитрометана к винилбутиловому эфиру. Изв. ВУЗов, 1973, с.887-889.